# EC3/ter «Gufo»
EC3/ter «Gufo» — перший італійський серійний радар, що застосовувався у військовій справі.

## Історія створення
Перші прототипи «EC1» були розроблені італійськими інженерами Уго Тіберіо, Нелло Каррара та Альфео Брандімарте протягом 1936-1937 років. 
Покращені варіанти «EC2» були встановлені на есмінцях «Леоне Панкальдо», «Антоніо да Нолі» та «Фучільере».
Проте італійське командування скептично ставилось до цієї розробки, і скоротило бюджет на дослідження. Лише після розгрому італійського флоту в бою біля мису Матапан у березні 1941 року, де британці вперше використали радар, про неї згадали. 
Була розроблена нова модель «EC3».
Перші випробування були проведені на борту есмінця «Джачінто Каріні» у квітні 1941 року. Було замовлено 50 радарів типу «Gufo» і 150 берегових аналогів «Folaga». Проте до моменту капітуляції Італії 9 вересня 1943 року було виготовлено лише 13 і 4 радари відповідно.

## Використання
Починаючи з весни 1943 року, італійське командування рекомендувало вмикати радар лише поблизу ворожих сил, після того, як німці отримали неправильне повідомлення про те, що британці мають радіолокаційні приймачі попередження, подібні до Metox. Союзники, однак, не розробляли таку технологію до 1944 року. Незважаючи на це, повідомлялося, що екіпажі широко використовували «Gufo» як пошуковий радар, не згадуючи про це в бортовому журналі судна, щоб уникнути санкцій.
Радар використовувався в бою легким крейсером «Шіпілоне Афрікано» в ніч на 17 липня 1943 року під час переходу зі Ла-Спеції до Таранто (операція «Сцилла»), коли він виявив флотилію з чотирьох британських торпедних катерів типу «Елко» за п'ять миль попереду в Мессінській протоці. Один з катерів, «МТБ 316», був знищений гарматами крейсера, ще один отримав серйозні пошкодження. Дванадцять британських моряків загинули.